# (30737) 1981 ER9
1981 إي أر 9 (ويعرف أيضًا باسم (30737) 1981 إي أر 9 وفق تسمية الكوكب الصغير) (بالإنجليزية: 1981 ER9)‏ هو كويكب ضمن حزام الكويكبات؛ وترتيبه 30737 من حيث الاكتشاف.
اكتُشف هذا الجُرم الفلكي بواسطة شيلت جون بوبي في 1 مارس 1981.

## وصلات خارجية
- (30737) 1981 ER9 في قاعدة بيانات مختبر الدفع النفاث لأجرام النظام الشمسي الصغيرة

- الاكتشاف · مخطط المدار ·  العناصر المدارية · المعلمات المادية

- (30737) 1981 ER9 على موقع ويكي سكاي: DSS2, SDSS, GALEX, IRAS, Hydrogen α, X-Ray, Astrophoto, Sky Map, Articles and images